# Danny Strong (baloncestista)
Daniel Strong (Denville, Nueva Jersey, 18 de enero de 1975) es un exjugador de baloncesto estadounidense. Con 1.98 de estatura, su puesto natural en la cancha era el de alero.

## Trayectoria
Durante su etapa universitaria, Strong jugó dos temporadas en la NJCAA con los equipos de dos instituciones diferentes, hasta que en su año como júnior fue reclutado por el NC State Wolfpack, el equipo de la Universidad Estatal de Carolina del Norte enrolado en la Atlantic Coast Conference de la División I de la NCAA.
Su carrera profesional se desarrolló en Europa. Sus primeros destinos fueron Bélgica y Portugal, arribando por primera vez a Francia en 1999, fichado por el STB Le Havre de la segunda división nacional. Tras conseguir el ascenso a la máxima categoría del baloncesto profesional francés en 2000, Strong se unió al BCM Gravelines. En ese club jugaría durante los siguientes cinco años, convirtiéndose en un emblema para los aficionados.
Pasaría luego por la Liga ACB de España y por la Serie A de Italia, antes de retornar al STB Le Havre en 2008.
Su última experiencia como profesional fue en la temporada 2011-12 de la tercera división francesa con el GET Vosges.

## Vida personal
Es padre de la baloncestista Sarah Strong, a la que concibió junto a Allison Feaster, también jugadora de baloncesto.